# Methodi ordinatio
A Methodi Ordinatio (M.O.) é uma metodologia de revisão sistemática de literatura proposta pela professora brasileira Regina Negri Pagani, que cria um ranking de artigos científicos por relevância acadêmica, baseado em três fatores: ano de publicação, fator de impacto e, citações. A criação do estado da arte de um portfólio bibliográfico; esta metodologia impõe índices analisáveis (equação Index Ordinatio – sétima etapa) para a seleção de artigos científicos, sendo estes: ano de publicação, fator de impacto e, número de citações. Ao aplicar a equação InOrdinatio da M. O. em sua pesquisa científica, um pesquisador consegue identificar os trabalhos mais relevantes para compor seu portfólio.
A professora Regina Pagani contou com apoio dos pesquisadores Dr. João Luiz Kovaleski, Dr. Luis Mauricio Martins de Resende, Dr.ª Claudia Tania Picinin, Dr. L.D. Bruno Pedroso, Dr. Celso Bilynkievycz dos Santos, Dr.ª Lílian Cristina Schreiner Módolo e, Dr. David Nunes de Resende.
A M.O. é composta por nove etapas: 
1. Definição da intenção de pesquisa: um dos pontos mais importantes da pesquisa e representa o tema com o qual o pesquisador vai trabalhar;
2. Pesquisa preliminar exploratória nas bases de dados bibliográficos: pesquisa preliminar exploratória com as palavras-chave nas bases de dados visando descobrir, conhecer, comparar e refinar a intenção de pesquisa. Avaliando possíveis combinações de palavras-chave, bases de dados e limitação temporal;
3. Definição das palavras-chave e combinações: definições das bases de dados a serem utilizadas e recorte ou amplitude temporal;
4. Busca definitiva nas bases de dados e coleta;
5. Procedimentos de filtragem:  eliminar trabalhos em duplicata, trabalhos apresentados em conferências, livros, capítulos de livros e trabalhos cujo título, keywords ou abstract não são relacionados ao tema pesquisado;
6. Identificação do fator de impacto e número de citações;
7. Ordenação da relevância científica dos artigos pelo InOrdinatio; etapa que visa encontrar o índice de ordenação a partir da seguinte equação  InOrdinatio = (Fi / 1000) + (α* (10 - (AnoPesq – AnoPub))) + (Ci)
8. Download dos artigos em pdf;
9. Leitura sistemática e análise dos artigos.